# Varennes-Jarcy
Varennes-Jarcy ist eine französische Gemeinde mit 2381 Einwohnern (Stand 1. Januar 2022) im Département Essonne in der Region Île-de-France. Sie gehört zum Arrondissement Évry und zum Kanton Épinay-sous-Sénart.
Varennes-Jarcy ist die östlichste Gemeinde des Départements Essonne.

## Sehenswürdigkeiten

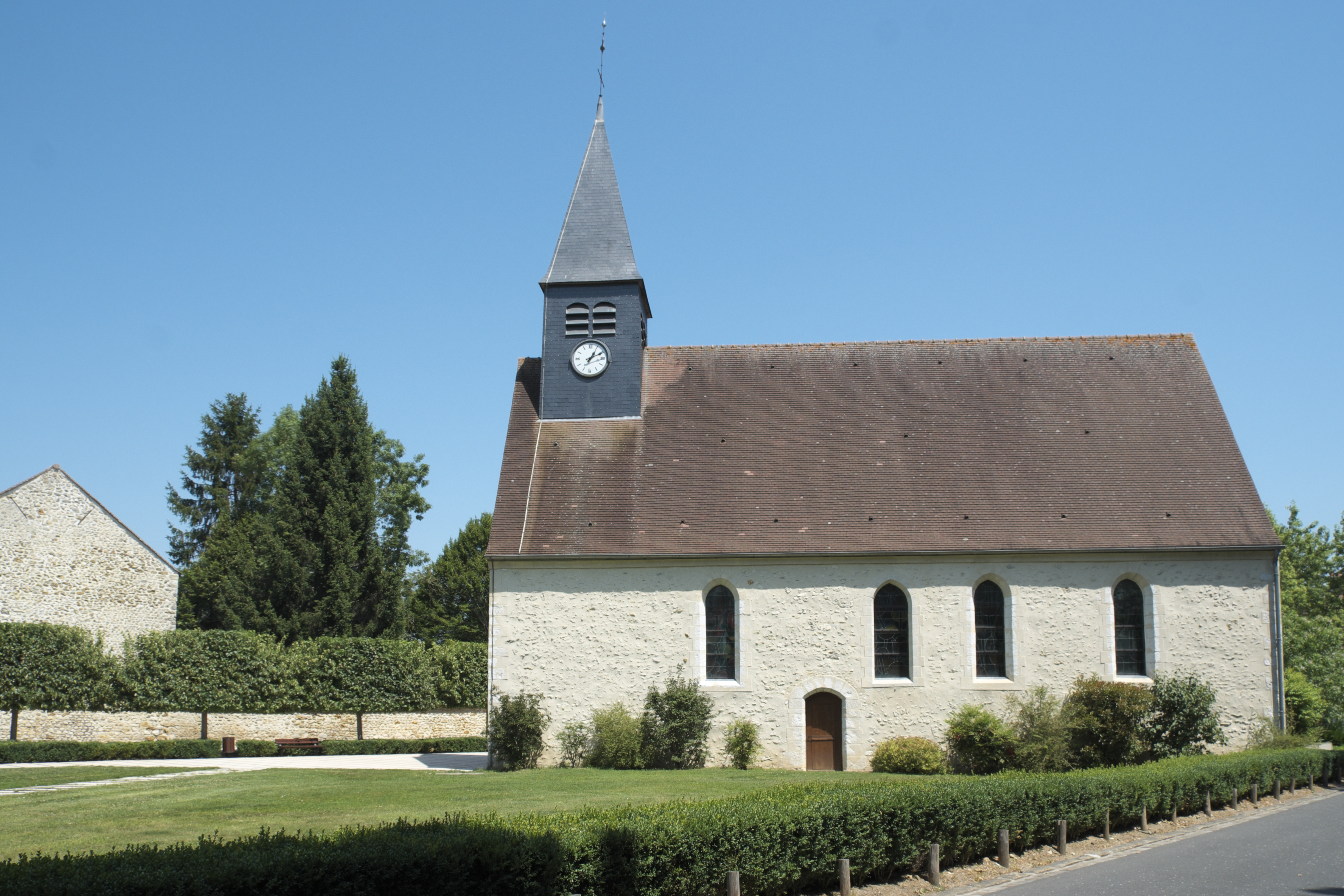
Kirche Saint-Sulpice

- Kirche Saint-Sulpice, erbaut von  1269 bis 1282
- Grundmauern und Kapitelle der königlichen Abtei Gercy (später Jarcy). Die Augustinerinnen-Abtei des Ordens von Saint-Victor wurde um 1260 von Alfons von Poitiers, dem Bruder Ludwigs des Heiligen, und seiner Ehefrau Johanna von Toulouse, die hier auch beerdigt wurde, gegründet. Die Abtei bestand bis 1794 und wurde dann zerstört.